# Calumet City, Illinois
Calumet City är en stad (city) i Cook County, i delstaten Illinois, USA. Enligt United States Census Bureau har staden en folkmängd på 37 204 invånare (2011) och en landarea på 18,6 km².